# Grossulariaceae
Famille
Les Grossulariacées (Grossulariaceae) constituent une famille de plantes dicotylédones, dans l'Ordre des Saxifragales. Ce sont des arbustes désignés plus communément sous le nom de groseilliers et cassissier, présents des zones froides aux régions subtropicales.

## Étymologie
Le nom vient du genre-type  Grossularia dérivé du latin grossulus signifiant « petite figue », et en français « groseille ». Mais l'étymologie peut aussi être liée à krusil dans la langue vieux-francique, à l'ancien
néerlandais kroesel et à l'allemand kruselbeere, tous noms qui désignent une « baie ridée », peut-être toutes de la même racine indo-européenne. Grossularia est un synonyme plus tardif de Ribes, qui est une forme latinisée du sémitique rībās, « goût acide, rhubarbe, groseille ».

## Systématique
Le nom scientifique de ce taxon est Grossulariaceae.
Ce taxon porte en français le nom vernaculaire ou normalisé suivant : Grossulariacées.
Grossulariaceae a pour synonyme :
- Ribesiaceae

La classification phylogénétique APG III (2009) place cette famille dans l'ordre des Saxifragales tandis que classification classique de Cronquist (1981) la plassait dans celui des Rosales.

### Liste des taxons de rang inférieur
La circonscription de cette famille a été très discutée et comporte encore parfois quelques incertitudes. Elle comprend plus de cent espèces réparties en 1 à 2 genres.
Liste des genres selon World Flora Online (WFO) (30 juin 2024) et POWO :
- Ribes L.

Liste des genres selon GBIF (30 juin 2024) :
- Grossularia Tourn. ex Adans., 1763
- Ribes L.